# Рємєтов Рустам Хємраєвич
Рємєтов Рустам Хємраєвич (нар. 18 липня 1998, с. Мирне, Охтирський район, Сумська область, Україна) — український військовослужбовець, майор Збройних Сил України, заступник командира десантно-штурмового батальйону 80-ї окремої десантно-штурмової бригади, учасник ООС, учасник російсько-української війни. Лицар ордену Богдана Хмельницького III ступеня (2023).

## Біографія
Народився 18 липня 1998 року в селі Мирне, що на Сумщині.
У 2015—2019 роках навчався в Військовій академії (м. Одеса).
По закінчення навчання був направлений для проходження подальшої військової служби у 25-у окрему повітряно-десантну Січеславську бригаду. Під час служби виконував обов'язки командира парашутно-десантного взводу, в подальшому — парашутно-десантної роти. У складі бригади з 2019 року брав участь у зоні проведення ООС на територіях Луганської та Донецької області. Початок повномасштабного вторгнення ЗС РФ в Україну зустрів в районі виконання завдання поблизу населеного пункту Авдіївка Донецької області.
У липні 2022 року потрапив у полон під час виконання бойового завдання разом із побратимами з 9-ї роти. Його ім'я було включене до списків військовополонених. У зв'язку з цим була створена петиція із закликом до обміну.
Після звільнення з полону в лютому 2023 року проходить подальшу службу у 80-й окремій десантно-штурмовій Галицькій бригаді.

## Військова служба
Станом на 2023 рік — майор, заступник командира батальйону 80-ї окремої десантно-штурмової Галицької бригади.

## Нагороди
- Орден Богдана Хмельницького III ступеня (16 жовтня 2023) — за особисту мужність і самовіддані дії, виявлені у захисті державного суверенітету та територіальної цілісності України.[3]